# Chapelle Sainte-Rita
Chapelle Sainte-Rita är ett kapell i Paris, helgat åt den heliga Rita av Cascia (1381–1457). Kapellet är beläget vid Boulevard de Clichy i Quartier Saint-Georges i nionde arrondissementet. Kapellet konsekrerades 1956 och tillhör församlingen Sainte-Trinité.
Fasaden har en glasmålning som framställer den heliga Rita hållande två rosor; rosen är ett av hennes helgonattribut.

## Bilder
| - Staty föreställande den heliga Rita av Cascia. |

## Omgivningar
- Sainte-Trinité, Paris
- Square Hector-Berlioz

## Kommunikationer
- Tunnelbana – linje  – Blanche
- Busshållplats Blanche – Paris bussnät

### Webbkällor
- Vaillant, Gauthier (20 maj 2016). ”La chapelle Sainte-Rita, une porte sainte à Pigalle” (på franska). La Croix. Arkiverad från originalet den 15 november 2023. https://archive.md/4AaMR. Läst 15 november 2023.